# Rama in Benjamin
Rama in Benjamin war ein biblischer Ort im Grenzland zwischen Juda und dem Nordreich Israel. Er wurde im Rahmen der Grenzstreitigkeiten zwischen Nord- und Südreich um 900 v. Chr. vom israelischen König Bascha befestigt. Asa, der König von Juda, bewog den König von Aram, Israel im Norden anzugreifen. Daraufhin musste sich Bascha aus Rama zurückziehen. Sein Baumaterial verwendete Asa umgehend zur Befestigung der benachbarten Städte Mizpa und Geba. (1 Kön 15,16-22 ; 2 Chr 16,1-6 ).
Der Ort wird mit dem acht Kilometer nördlich von Jerusalem gelegenen er-Rām identifiziert (31° 51′ 0″ N, 35° 13′ 54″ O).